# 称名寺 (南砺市)
称名寺（しょうみょうじ）は、富山県南砺市（旧平村）大島地区にある真宗大谷派の寺院である。
称名寺所蔵の「木造親鸞聖人座像」は本願寺8代蓮如直作と伝えられる貴重な真影であるとして、市の文化財に指定されている。

## 概要
五箇山地域に浄土真宗が広まったのは15世紀後半頃であるが、当初これを主導したのは越前国（現福井県）の和田本覚寺であった。この頃、本願寺5代綽如の庶子筋が越前国を中心に北陸一帯で布教を行っており、五箇山に教線を広げたのも和田本覚寺に代表される「北国一家衆（綽如の庶系子孫）」であった。五箇山の中央部に当たる下梨から西は和田本覚寺の勢力下にあったが、これにやや遅れて五箇山東部に進出したのが吉藤専光寺（現金沢市専光寺町）であった。称名寺の前身である嶋村道場も専光寺下の道場として始まった。
称名寺の寺伝によると、道場の開祖である道場坊の八郎左衛門は、美濃国池田郷主から逃れた者の子孫であったという。これに対応するように、天文21年（1552年）10月27日付五箇山十日講起請文には「嶋八郎左衛門尉」なる人物の署名があり、後世の注釈ではこの八郎左衛門尉が嶋村道場の先祖であると記される。戦国時代期には越中一向一揆に属していたようで、一向一揆の折に用いられたと伝承される旗竿が残っている。
天正10年（1582年）には織田信長への徹底抗戦を主張する教如（東本願寺の始祖）が一時的に五ヶ山を訪れているが、称名寺蔵「御真影様由来」は嶋村道場の池田八郎左衛門が下向を薦めたためであるとする。五箇山の専光寺下道場として最も有力であったのは利賀谷坂上の西勝寺で、西勝寺が独立した寺身分となると嶋村道場もその末寺となった。
しかし江戸時代中期に坂上西勝寺の下を離れるかどうかで論争があり、安永7年（1778年）に嶋村道場は二つに分かれた。西勝寺の下を離れて再び専光寺に直属し従来の道場を継承した側が現在の称名寺であり、引き続き西勝寺下に留まることを選び新たな道場を設けた側が現在の西方寺である。称名寺は蓮如上人直作と伝えられる親鸞聖人九十歳の御像を収蔵するが、これは本山-金沢尾山御坊-金沢専光寺と伝えられてきたもので、東西分派を機に称名寺で保管されるようになったものである。その後も一時的に御真影が専光寺に里帰りすることがあったが、称名寺に戻ってくる際には村民が獅子舞とともに峠まで出迎えに行ったという 。
明治時代に入ると、嶋村道場は金沢専光寺下道場から寺院に昇格するため、まず道場坊の子池田昇教が奈良県生駒郡片桐村称名寺の住職となった。その後、明治36年11月21日に称名寺を平村大島に移転するという形を取って、以後嶋村道場は称名寺を称するようになった。

## 木造親鸞聖人座像
称名寺には高さ60㎝ほどの親鸞聖人の木調像が安置されており、慶長6年の由来書によると本願寺8代蓮如の直作で、90歳の親鸞聖人を彫ったものである。
美術評論家の柳宗悦はこれを彫刻作品として高く評価し、恐らく足利期（室町時代）のものであろうと推定する。親鸞を描いた古い画像は京都本山の「鏡の御影」や三州桑子の妙源寺にある「安城の御影」などがあるが、室町時代まで遡る彫像は珍しく、その点においても貴重な文化財である。平成20年に親鸞聖人座像を実見した今井雅晴は、親鸞を「貴族というイメージではなく、地方の農村で力強く大地に生きる姿を表現している」と評している。
平成元年6月10日に平村の文化財に指定され、南砺市への合併後も有形文化財・彫刻として市の指定文化財とされている。

## 五箇山の専光寺下道場
上述したように称名寺は加賀国吉藤専光寺下の道場として始まった寺院であったが、一時的に坂上西勝寺の末寺となった後、独立した寺院になっている。
| 戦国時代             | 戦国時代     | 江戸時代          | 江戸時代          | 近現代            | 近現代            |
| -------------------- | ------------ | ----------------- | ----------------- | ----------------- | ----------------- |
| 加賀国 吉藤 専光寺下 | 坂上道場     | 五谷山 坂上西勝寺 | 五谷山 坂上西勝寺 | 五谷山 坂上西勝寺 | 五谷山 坂上西勝寺 |
| 加賀国 吉藤 専光寺下 | 九里道場     | 坂上 西勝寺下     | 九里道場          | 坂上 西勝寺下     | 九里道場          |
| 加賀国 吉藤 専光寺下 | 来栖道場     | 坂上 西勝寺下     | 来栖道場          | 坂上 西勝寺下     | 来栖道場          |
| 加賀国 吉藤 専光寺下 | 高草嶺道場   | 坂上 西勝寺下     | 高草嶺道場        | 坂上 西勝寺下     | 高草嶺道場        |
| 加賀国 吉藤 専光寺下 | 高草嶺道場   | 坂上 西勝寺下     | 高草嶺道場        | 坂上 西勝寺下     | 夏焼内道場        |
| 加賀国 吉藤 専光寺下 | 岩渕道場     | 坂上 西勝寺下     | 岩渕道場          | 坂上 西勝寺下     | 岩渕道場          |
| 加賀国 吉藤 専光寺下 | 細島道場     | 坂上 西勝寺下     | 細島道場          | 坂上 西勝寺下     | 細島道場          |
| 加賀国 吉藤 専光寺下 | 上畠道場     | 坂上 西勝寺下     | 上畠道場          | 坂上 西勝寺下     | 上畠道場          |
| 加賀国 吉藤 専光寺下 | -            | 坂上 西勝寺下     | -                 | 坂上 西勝寺下     | 上百瀬道場        |
| 加賀国 吉藤 専光寺下 | 嶋村道場     | 坂上 西勝寺下     | 嶋村道場          | 大島西方寺        | 大島西方寺        |
| 加賀国 吉藤 専光寺下 | 嶋村道場     | 金沢 専光寺下     | 嶋村道場          | 大島称名寺        | 大島称名寺        |
| 加賀国 吉藤 専光寺下 | 田向道場     | 金沢 専光寺下     | 田向道場          | 田向光明寺        | 田向光明寺        |
| 加賀国 吉藤 専光寺下 | 九里ヶ当道場 | 井波 光教寺下     | 九里ヶ当道場      | 井波 光教寺下     | 栗当道場          |
| 加賀国 吉藤 専光寺下 | 祖山道場     | 井波 光教寺下     | 祖山道場          | 井波 光教寺下     | 祖山道場          |
| 加賀国 吉藤 専光寺下 | 杉尾道場     | 金戸専徳寺下      | 杉尾道場          | 金戸専徳寺下      | 杉尾道場          |